# 松久幸敬
松久 幸敬（まつひさ ゆきひろ、1944年1月14日 - ）は、日本の地球科学者。専門は地球化学。千葉県市川市生まれ。

## 経歴
東京都立日比谷高等学校から東京教育大学へ入学。1967年、理学部地学科を卒業して大学院に進み、指導教官牛来正夫教授の許しを得て、岡山大学温泉研究所（現・岡山大学惑星物質研究所）にて、酒井均教授の薫陶を受け、安定同位体の研究に打ち込む。
1972年、博士課程を修了し理学博士（東京教育大学）の学位を取得、工業技術院地質調査所（現・産業技術総合研究所、地質調査総合センター）へ入所。1975～1977年、米国のシカゴ大学エンリコ・フェルミ研究所研究員。1992年、地質調査所地殻化学部長、1999年より同首席研究官を務め、2004年停年退職し、顧問（2005年3月まで）となる。その後、2008年4月より1年間、国立環境研究所フェロー。この間、名古屋大学・神戸大学・筑波大学など、多くの大学の講師を務める。また、2001年より2010年まで、早稲田大学教育学部の非常勤講師。
学会関係では、2000～2001年に日本地球化学会会長を務め、また日本で開かれた第13回 V.M. Goldschmidt Conference では、2000～2003年に組織委員長を務めた。

## 研究業績
主な研究業績と代表的な論文は以下の通り。
1. 大学院博士課程の研究として、岡山大学球温泉研究所にて、ケイ酸塩鉱物の酸素同位体比測定手法を確立し、我が国において初めて花崗岩形成過程における酸素同位体比の系統的研究を行った（博士論文題名「花崗岩形成過程の酸素同位体的研究」[2]）。
2. 米国シカゴ大学エンリコ・フェルミ研究所において、主要造岩鉱物である石英-斜長石-アルカリ長石に水を加えた系における酸素同位体分別係数の温度依存性を実験的に求めた[3]。この研究は、石英-長石を含む岩石や熱水系における酸素同位体分別を論じる際の基本文献の一つとなり、その後、多くの研究者の論文に引用されることとなった。
3. 島弧のマグマの成因を、酸素同位体比・ストロンチウム同位体比および化学組成にもとづいて論じ、地殻の成熟度がマグマに及ぼす影響を考察した。また、マグマの結晶分化作用に伴う同位体分別を初めて明瞭な形で明らかにした[4]。
4. 鉱物の酸素および水素同位体比にもとづいて、熱水系で形成される鉱物の生成条件（熱水の起源、温度、pHなど）や、熱水と岩石の相互作用を解明する研究を行い、とくに、熱水性鉱床の成因に関して多くの成果をあげた[5]。
5. 熱水変質を受けた岩石・鉱物の酸素および水素同位体比から、かつて存在した熱水系のひろがり、温度分布、活動の中心、熱水の起源を復元できることを示し、同位体比を用いた鉱床探査への道を開いた[6]。
6. 工業技術院地質調査所においては、ポーフィリーカッパー鉱床、浅熱水性鉱床等の鉱物資源に関する多くの国際共同研究プロジェクトにたずさわり、鉱床成因論の資源探査への応用を図った。また、工業技術院特別研究「マグマ－岩石－熱水系における金属の濃集機構に関する研究」（1988～1992年）を立ち上げて、地質学、鉱物学、地球化学を総合化した、わが国における熱水性鉱床成因研究の中心となる研究グループをつくりあげた。

- これらの業績に対し、1996年日本地球化学会から学会賞が贈呈された。

## 著書・訳書
- ドナルド・M.シルバー文、パトリシア・J.ウィン絵 著、松久幸敬 訳『図説・地球 : 地球科学入門』ほるぷ出版、1990年。ISBN 4-593-53340-6。
- 酒井均、松久幸敬『安定同位体地球化学』東京大学出版会、1996年。ISBN 4-13-060713-8。
- 松久幸敬『われらは星の子 : 随想録』三恵社、2005年。ISBN 4-88361-328-3。
- 松久幸敬、赤木右『地球化学概説』日本地球化学会監修、培風館〈地球化学講座〉、2005年。ISBN 4-563-04901-8。